# Robin Driscoll
Robin Driscoll est un scénariste et acteur britannique né le 28 juin 1951. Il est principalement connu pour avoir coscénarisé avec Rowan Atkinson les épisodes de Mr Bean.

## Filmographie

### Scénariste
- 1984 : They Came from Somewhere Else (6 épisodes)
- 1987 : Hello Mum (6 épisodes)
- 1987 : Dramarama (1 épisode)
- 1987-1989 : Alas Smith & Jones (3 épisodes)
- 1990-1995 : Mr Bean (14 épisodes)
- 1991 : Mr. Bean Goes to a Première
- 1992 : Funny Business
- 1997 : Bean
- 2002-2016 : Mr Bean, la série animée (10 épisodes)
- 2006 : The Smith & Jones Sketchbook (1 épisode)
- 2007 : Les Vacances de Mr Bean

### Acteur
- 1984 : They Came from Somewhere Else : l'étranger (6 épisodes)
- 1985 : Les Débiles de l'espace : le pilote de l'espace
- 1985-1990 : Alas Smith & Jones (13 épisodes)
- 1986 : Saturday Live (3 épisodes)
- 1986 : Wilderness Road : Moon (6 épisodes)
- 1987 : Hello Mum (6 épisodes)
- 1987 : Dear John : Chopper (1 épisode)
- 1988 : Chelmsford 123 : Radulf (1 épisode)
- 1988-1990 : Mr. Majeika : Sergent Sevenoaks (4 épisodes)
- 1989 : The Tall Guy
- 1989 : Mornin' Sarge : Ted (7 épisodes)
- 1989 : Only Fools and Horses : le grand Ramondo (1 épisode)
- 1990-1995 : Mr Bean : plusieurs personnages (5 épisodes)
- 1994-1996 : The Fast Show : Fat Sweaty Copper (8 épisodes)
- 1995 : The Steal : Farmhand
- 1995 : The Smell of Reeves and Mortimer : un critique d'art et un inspecteur de soutien-gorge (2 épisodes)
- 1996 : Le Titanic : le journaliste (1 épisode)
- 2002-2003 : Mr Bean, la série animée : voix additionnelles (2 épisodes)